# Abderrahman Kabous
Abderrahmane Kabous, né le 24 avril 1983 à Meaux, est un ancien footballeur international marocain. Il jouait au poste de milieu de terrain défensif.

## Sélection en équipe nationale
| Caps | Date       | Match           | Lieu        | Score | Compétition |
| ---- | ---------- | --------------- | ----------- | ----- | ----------- |
| 1    | 16/11/2007 | France - Maroc  | Saint-Denis | 2 - 2 | Amical      |
| 2    | 21/11/2007 | Sénégal - Maroc | Créteil     | 0 - 3 | Amical      |
| 3    | 12/01/2008 | Maroc - Zambie  | Fès         | 2 - 0 | Amical      |
| 4    | 16/01/2008 | Maroc - Angola  | Rabat       | 2 - 1 | Amical      |
| 5    | 21/01/2008 | Maroc - Namibie | Accra       | 5 - 1 | CAN 2008    |
| 6    | 28/01/2008 | Ghana - Maroc   | Acrra       | 2 - 0 | CAN 2008    |
| 7    | 20/08/2008 | Maroc - Bénin   | Rabat       | 3 - 1 | Amical      |
| 8    | 06/09/2008 | Oman - Maroc    | Mascate     | 0 - 0 | Amical      |
| 9    | 12/08/2009 | Maroc - Congo   | Rabat       | 1 - 1 | Amical      |

## Carrière
- 1999 - 2003 : RC Lens  France (formation)
- 2003 - 2004 : FC Sochaux-Montbéliard  France
- 2004 - 2005 : Ittihad Khémisset  Maroc
- 2005 : IFK Norrköping  Suède
- 2006 : Degerfors IF  Suède
- 2007 - 2008 : CSKA Sofia  Bulgarie
- 2008 - 2009 : Real Murcie  Espagne
- 2010 : Silkeborg IF  Danemark
- 2011 - 2012 : Wydad de Casablanca  Maroc
- 2012 - 2013 : Luzenac AP  France
- 2013 - 2015 : Khaitan SC  Koweït
- 2015 - 2016 : MC Oujda  Maroc[1]
- 2016 - 2017 : RWS Bruxelles  Belgique

## Palmarès
- 9 sélections en équipe du Maroc
- Champion de Bulgarie en 2008 avec le CSKA Sofia